# Zealaranea
Zealaranea Court & Forster, 1988 è un genere di ragni appartenente alla famiglia Araneidae.

## Etimologia
È stato chiamato così in quanto tutte e 4 le specie sono endemiche della Nuova Zelanda (New Zealand) e, per la seconda parte, dal latino araneus, cioè ragno.

## Distribuzione
Le quattro specie oggi note di questo genere sono state rinvenute in Nuova Zelanda.

## Tassonomia
Gli studi per la determinazione delle caratteristiche della specie tipo sono stati effettuati sugli esemplari denominati Araneus crassus (Walckenaer, 1841) da Court & Forster nel 1988.
Dal 2008 non sono stati esaminati esemplari di questo genere.
A giugno 2012, si compone di quattro specie:
- Zealaranea crassa (Walckenaer, 1841)[2] — Nuova Zelanda
- Zealaranea prina Court & Forster, 1988 — Nuova Zelanda
- Zealaranea saxitalis (Urquhart, 1887) — Nuova Zelanda
- Zealaranea trinotata (Urquhart, 1890) — Nuova Zelanda

## Sinonimi
Un gran numero di specie, in proporzione a quelle valide, era stato trasferito dal genere Araneus Clerck, 1757; uno studio approfondito degli aracnologi Court & Forster, 1988, ha consentito di considerarle quasi tutte sinonimi di specie già esistenti:
- Zealaranea acincta (Urquhart, 1891); trasferita dal genere Araneus Clerck, 1757 e posta in sinonimia con Z. crassa (Walckenaer, 1841) a seguito di un lavoro di Court & Forster del 1988.
- Zealaranea aestiva (Urquhart, 1893); trasferita dal genere Araneus Clerck, 1757 e posta in sinonimia con Z. trinotata (Urquhart, 1890) a seguito di un lavoro di Court & Forster del 1988.
- Zealaranea albiscutum (Urquhart, 1890); trasferita dal genere Araneus Clerck, 1757 e posta in sinonimia con Z. crassa (Walckenaer, 1841) a seguito di un lavoro di Court & Forster del 1988.
- Zealaranea albostricta (Urquhart, 1890); trasferita dal genere Araneus Clerck, 1757 e posta in sinonimia con Z. crassa (Walckenaer, 1841) a seguito di un lavoro di Court & Forster del 1988.
- Zealaranea angusticlava (Urquhart, 1893); trasferita dal genere Araneus Clerck, 1757 e posta in sinonimia con Z. crassa (Walckenaer, 1841) a seguito di un lavoro di Court & Forster del 1988.
- Zealaranea bialbimacula (Urquhart, 1887); trasferita dal genere Araneus Clerck, 1757 e posta in sinonimia con Z. crassa (Walckenaer, 1841) a seguito di un lavoro di Court & Forster del 1988.
- Zealaranea brouni olivinia (Urquhart, 1890); trasferita dal genere Araneus Clerck, 1757 e posta in sinonimia con Z. trinotata (Urquhart, 1890) a seguito di un lavoro di Court & Forster del 1988.
- Zealaranea dumicola (Urquhart, 1889); trasferita dal genere Araneus Clerck, 1757 e posta in sinonimia con Z. crassa (Walckenaer, 1841) a seguito di un lavoro di Court & Forster del 1988.
- Zealaranea lineaacutus (Urquhart, 1887); trasferita dal genere Araneus Clerck, 1757 e posta in sinonimia con Z. crassa (Walckenaer, 1841) a seguito di un lavoro di Paquin et al. (2008d).
- Zealaranea purpura (Urquhart, 1887); trasferita dal genere Araneus Clerck, 1757; erroneamente considerata come denominazione già occupata precedentemente e ridenominata come Aranea purpurcolor da Roewer nel 1942, è stata posta in sinonimia con Z. crassa (Walckenaer, 1841) a seguito di un lavoro di Court & Forster del 1988.
- Zealaranea similaris (Urquhart, 1891); trasferita dal genere Araneus Clerck, 1757 e posta in sinonimia con Z. crassa (Walckenaer, 1841) a seguito di un lavoro di Court & Forster del 1988.
- Zealaranea sublutius (Urquhart, 1892); trasferita dal genere Araneus Clerck, 1757 e posta in sinonimia con Z. trinotata (Urquhart, 1890) a seguito di un lavoro di Paquin et al. (2008d).
- Zealaranea undata (L. Koch, 1871); trasferita dal genere Araneus Clerck, 1757 e posta in sinonimia con Z. crassa (Walckenaer, 1841) a seguito di un lavoro di Court & Forster del 1988.